# Лангрська діоцезія

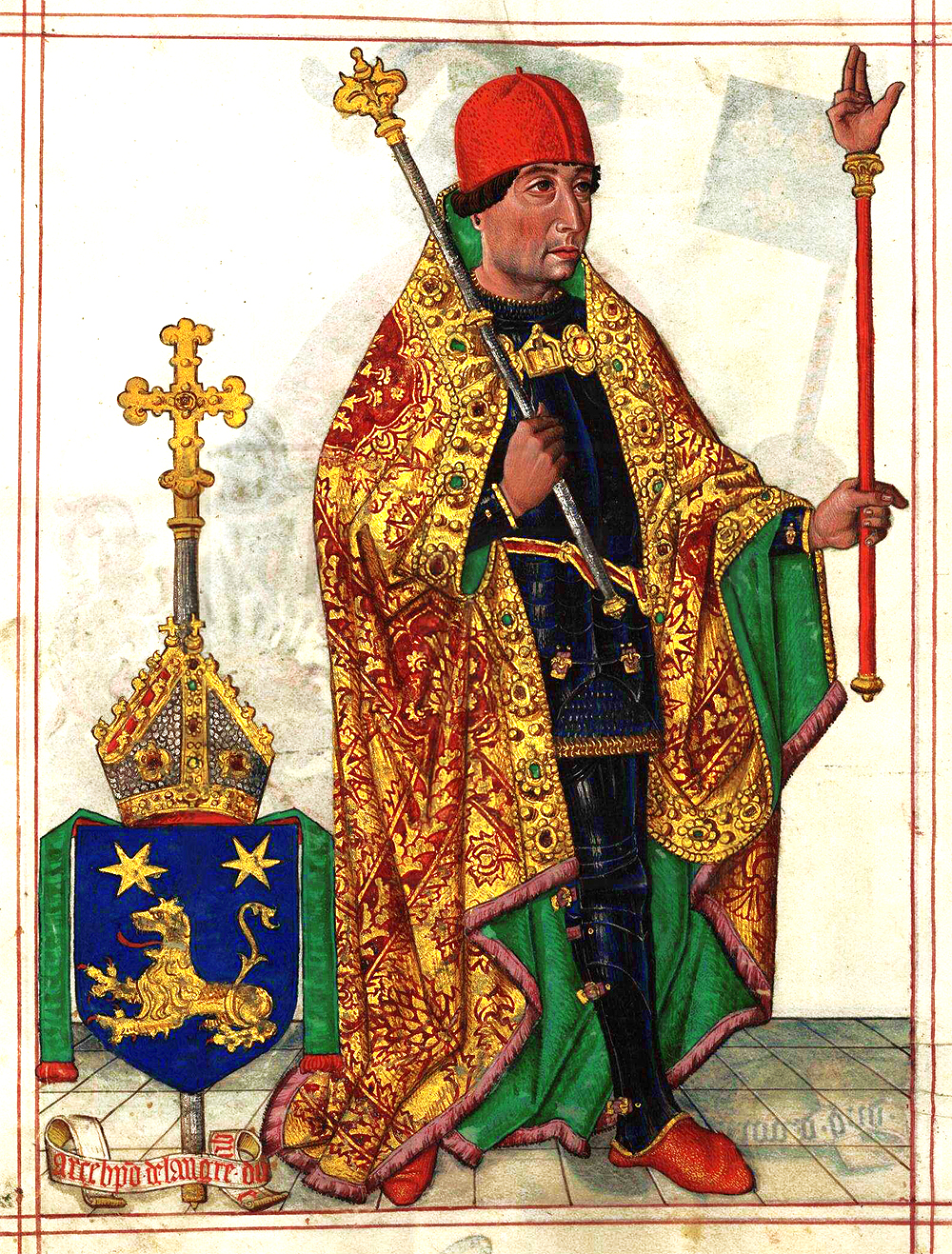
Лангрський єпископ зі скіпетром (Livro do Armeiro-Mor, 1509)

Ла́нгрська діоце́зія (лат. Dioecesis Lingonensis; фр. Diocèse de Langres) — єпископство (діоцезія) Римо-Католицької Церкви у Франції, в Шампані, з центром у місті Лангр. За переказом, заснована святим Дезидерієм в III столітті. Головним храмом є Лангрський катедральний собор святого Маманта. Очолювалася єпископами Лангрськими, що мали титул герцогів і були перами Франції; брали участь у церемонії коронації французького короля, несучи королівській скіпетр. Першим єпископом вважається Дезидерій. Фактично припинила існування 1790 року внаслідок Французької революції, згідно з Цивільним устроєм духовенства. 1801 року увійшла до складу Діжонської діоцезії, але 1822 року відновлена. Єпископ Лангра є суфраганом Реймського архієпископа. Інша назва — Лангрське єпископство.